# IIT Kanpur
El Instituto Indio de Tecnología de Kanpur (IIT Kanpur) es uno de los Institutos Indios de Tecnología, fundado en 1960 y ubicado en la ciudad de Kanpur, en el estado del norte de la India de Uttar Pradesh. Esta universidad se concentra en la investigación científica en ciencias de la ingeniera, así como en la enseñanza de primer ciclo universitario.

## Historia
En los primeros diez años de su existencia, sus laboratorios de investigación contaron con el apoyo de un consorcio de nueve universidades estadounidenses (el MIT, Berkeley, CalTech, Princeton, Carnegie-Mellon, Míchigan, Estatal de Ohio, Case Western Reserve y Purdue) como parte de un programa binacional (KIAP).
A instancias del economista John Kenneth Galbraith, el IIT Kanpur fue el primer instituto indio en ofrecer educación en informática. Los primeros tutoriales, en agosto de 1963, se llevaron a cabo en un IBM 1620. De 1963 a 1971, esta educación, que llegó hasta la licenciatura y el doctorado, fue impartida por un profesor de Berkeley, Harry Huskey. En 1972, el acuerdo marco KIAP fue denunciado por el gobierno indio, que, a pesar de las tensiones políticas con Washington por el apoyo militar estadounidense a Pakistán, se había dado cuenta de que estaba contribuyendo a la fuga de cerebros. Huskey fue reemplazado por el jefe indio del Departamento de Ingeniería Eléctrica, el profesor H.K. Kesavan.

## Departamentos
Los departamentos académicos de IIT Kanpur son:
| Ingeniería | Humanidades y Ciencias sociales                                                                                                | Interdisciplinar |
| --- | --- | --- |
| - Ingeniería aeroespacial - Biología & Ingeniería biológica - Ingeniería química - Ingeniería civil - Ciencia computacional e ingeniería - Ingeniería eléctrica - Ciencia de materiales e ingeniería - Ingeniería mecánica | - Idioma inglés, Lingüística & Enseñanza de la lengua inglesa - Bellas artes - Geografía - Filosofía - Psicología - Sociología | - Ingeniería y gestión ambiental - Centro de láser y fotónica - Ingeniería nuclear y tecnología - Nanotecnología - Estudios de ciencia, tecnología y sociedad - Ciencia de materiales - Ciencia cognitiva |
| Ciencia | Gestión | Diseño |
| - Economía - Química - Física - Matemáticas y Estadística - Ciencias de la Tierra | - Maestría en administración de empresas - Ingeniería y gestión industrial - Gestión tecnológica                               | - Maestría de diseño |

## Personalidades conocidas
- Manindra Agrawal